# Rattus nativitatis
Rattus nativitatis é uma espécie de roedor extinto da ilha Christmas, Austrália.
A espécie foi extinta entre 1900 e 1904, e os últimos espécimes foram coletados entre 1897 e 1898.